# 第九「西班牙」軍團
第九「西班牙」軍團（拉丁語：Legio nona "Hispana"）又称第九军团，是一支羅馬軍團。

## 军团战史
该军团与第六装甲军团、第七克劳狄军团、第八奥古斯塔军团一起由庞培在公元前65年组建于西班牙。凯撒于前61年作为远西班牙行省总督获得指挥该军团的权限。随后他带领这些军团参加了前58年到前51年进行的高卢战争。
公元前49年，该军团被凯撒部署在西班牙，这可能是该军团“西班牙”称号的由来。在内战中，第九军团参与了前48年的都拉基乌姆战役和法萨卢斯战役这些与庞培集团的决战和公元前46年进行的非洲诸战役。凯撒取得了最后胜利后，他解散了第九军团并将老兵安置在意大利的皮塞嫩郡。
凱撒遇刺后，屋大维重新征召了第九军团的老兵以镇压塞克斯图斯·庞培在西西里掀起的叛乱。在镇压了塞克斯图斯的叛乱后，该军团受命前往马其顿行省。在接下来的内战中，第九军团始终护卫在屋大维的身边参与对抗马克·安东尼的战争，并在亚克兴海战中立下了汗马功劳。屋大维登基后该军团又被遣往西班牙以征服坎塔布连人。这场战争持续了12年（前25—前13年），该军团的称号更可能是在这场战争中赢得的。
结束了在西班牙的征战，该军团调往莱茵河边境以抵御日耳曼人的入侵。由于东莱茵地区的防守空虚(这是由于条顿堡森林战役的惨败造成的)第九军团被派往潘诺尼亚。

### 入侵不列颠
43年，第九军团在奧魯斯·普勞提烏斯的率领下被克劳狄皇帝投入到不列颠大侵攻中。后来，在卡西乌斯·纳西卡(Caesius Nasica)任军团长官期间，他们又扑灭了维鲁提乌斯掀起的为时五年之久的（52年—57年）第一次叛乱。在61年的波狄卡起义中军团遭到了重创后来才在来自日耳曼地区部队的补充下才有所恢复。一般人认为他们最后的在不列颠的调动记载止于晚一世纪也就是71年 ，该军团驻扎在了埃博雷肯他们搭建的堡垒中。事实上，该军团之后仍驻扎于不列颠，它参与了84年阿古利可拉对北不列颠的远征，此时实力已大大削弱。

### 神秘的消失
有一种广泛流传的说法认为这个军团在117年左右在不列颠消失。然而，那时在第九军团服役的数个高级军官根据记载在117年之后仍然活跃。比如说，卢修斯·阿米尼乌斯·卡鲁斯在142或143年成为阿拉伯行省总督，这至少可以证明该军团没有在那时候全军覆没（但这并没有排除仅仅有少数人逃出生天的可能，而军团因为伤亡惨重而撤销番号的可能）。有人提出它可能在第二次犹太大起义中, 或者和帕提亚人的战争中被歼灭。
比起被歼灭在东方的可能命运相较，它倒更像是覆灭在不列颠，尽管缺乏力证，这一观点仍广为流行。该军团在不列颠的据记载的最后活动乃是在图拉真皇帝治下也就是107或者108年重建军团兵营。后来的活动再无记载，但考古学指出该军团其后驻扎在尼德兰的奈梅亨，大概是填补第十合组军团撤离后留下的空白。就这样看来，第九“西班牙”军团在2世纪早期驻扎在下莱茵地区当无疑义。
任何一个正规军团的损失都将导致军事危机。这个军团在不列颠的覆灭为奥勒留的老师罗马史学家马库斯·科尔内利乌斯·夫隆托（Marcus Cornelius Fronto）所侧面证实。他提醒奥勒留小心过去的悲剧重演：
千真万确，当你的祖父哈德良皇帝陛下在位的时候，许多军人在不列颠为那些德鲁伊所屠戮，就像犹太人在耶路撒冷幹的那样。
人员伤亡情况的细节未知，但就哈德良皇帝在122年因所谓的“不列颠局势失控”巡幸不列颠这一点来看那里的军队一定遭遇了一次灾难。
可以肯定的是，第九军团在2世纪中叶即奥勒留皇帝在位时（161—180年）已从作战序列中消失。综上所述，一位研究罗马治下不列颠的权威薛帕德·弗雷教授（Sheppard Frere）认为该军团的下落仍不能盖棺定论
第九军团覆灭后，罗马和蛮族在不列颠发生的血战可能为诺森伯兰郡切斯特霍姆（Chesterholm）的一块墓碑所证实。这块墓碑纪念的是佟古累人辅助军团的百夫長Titus Anniushad阵亡于（此处缺损）战争（拉丁语：in bello ... Interfectus）。在远离战场的地方，一块树立在意大利费伦提鲁姆的石碑连同其他事情一起提及了提图斯·庞皮乌斯·萨宾努斯（Titus Pontius Sabinus）调遣第七合组军团、第八奥古斯塔军团、第二十二初创军团的一部镇压不列颠暴动，一口气出动三个军团 ，可见暴乱的严重程度。这场暴乱可能早于哈德良皇帝在位期。.

## 大众文化
2007年4月上映的电影《最后的兵团》讲述了第九军团的一段传奇历史。
2010年8月，作家史蒂芬·罗恩·班尼特（英語：Stephen Lorne Bennett）出版了历史小说《最后的第九军团》（英語：Last of the Ninth）。据该书的描述，第九军团于公元161年被帕提亚帝国将军库思老（英語：Chosroes）在中亚地区的卡帕多西亚歼灭。

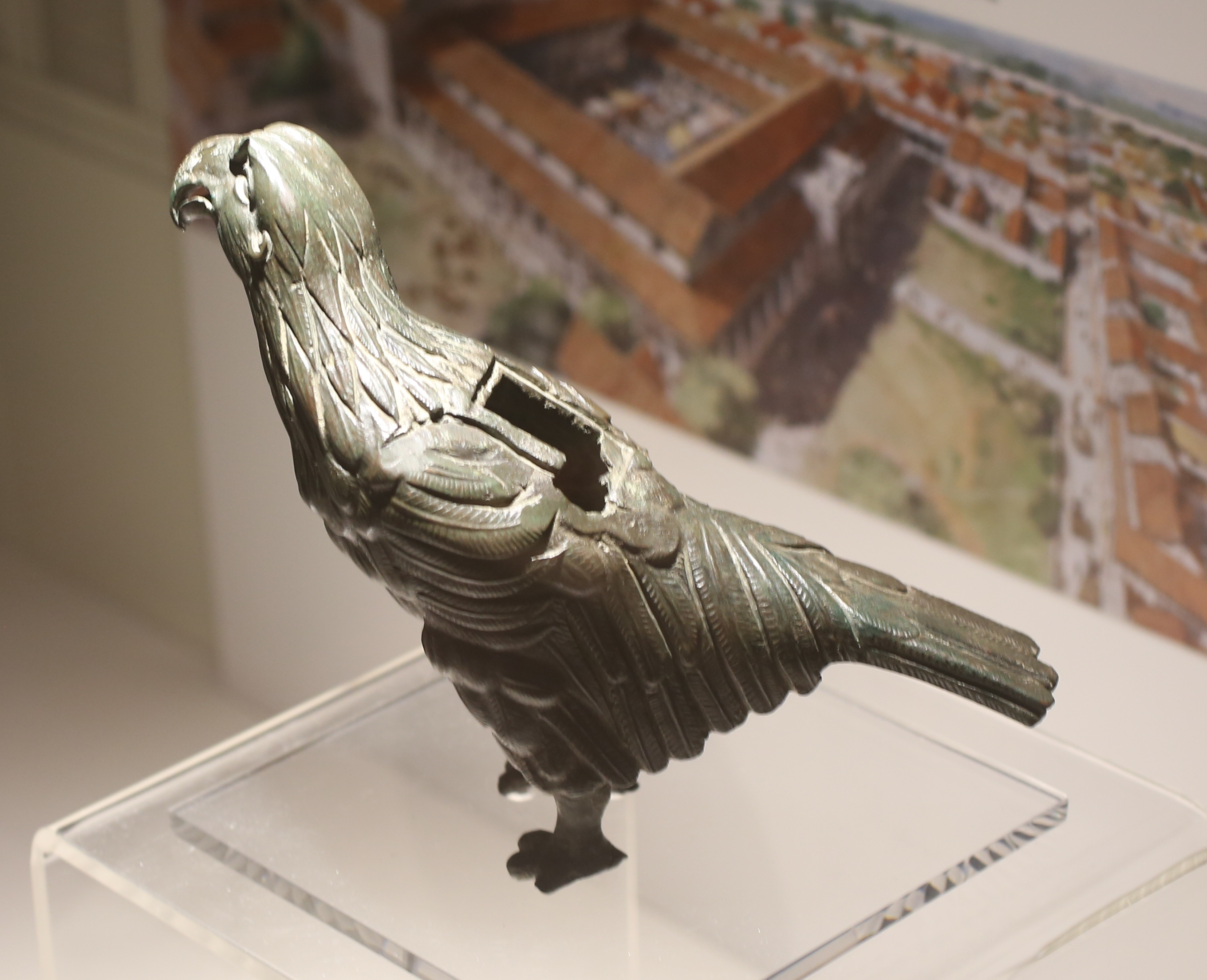
在英格兰西尔切斯特出土的“罗马神鹰”是罗斯玛丽创作灵感的来源。

2010年上映的电影《世紀戰魂》从百夫長昆图斯（英語：Quintus Dias）的视角讲述了第九军团的全军覆没。
2011年上映的电影《迷踪：第9鹰团》则从第九军团军团长弗拉维乌斯之子马库斯（英語：Marcus Aquila）的视角引领观众一步步解开军团失踪的历史之谜。影片改编自英国女作家罗斯玛丽·苏特克里夫的儿童读物《第九鹰团》。

## 注脚
1. ↑  埃博雷肯是约克郡的故称
2. ↑  费伦提鲁姆（拉丁語：Ferentinum）是费伦蒂诺的故称